# (24265) Banthonytwarog
(24265) Banthonytwarog (1999 XU143) – planetoida z grupy pasa głównego asteroid okrążająca Słońce w ciągu 3,2 lat w średniej odległości 2,17 j.a. Odkryta 13 grudnia 1999 roku.